# Warmensteinach
Warmensteinach – miejscowość i gmina w Niemczech, w kraju związkowym Bawaria, w rejencji Górna Frankonia, w regionie Oberfranken-Ost, w powiecie Bayreuth. Leży w Smreczanach, nad rzeką Warme Steinach, przy linii kolejowej Warmensteinach – Bayreuth.
Gmina położona jest 15 km na północny wschód od Bayreuth, 35 km na południe od Hof i 77 km na północny wschód od Norymbergi.
Najwyższym punktem w gminie jest Ochsenkopf (1 024 m n.p.m.), góra ta jest drugą co do wysokości w paśmie Smreczan.
1 stycznia 2019 do gminy przyłączono teren o powierzchni 5,89 km² pochodzący ze zlikwidowanego obszaru wolnego administracyjnie Goldkronacher Forst.

## Dzielnice
W skład gminy wchodzą dzielnice: Fleckl, Hütten, Oberwarmensteinach i Warmensteinach.

## Demografia

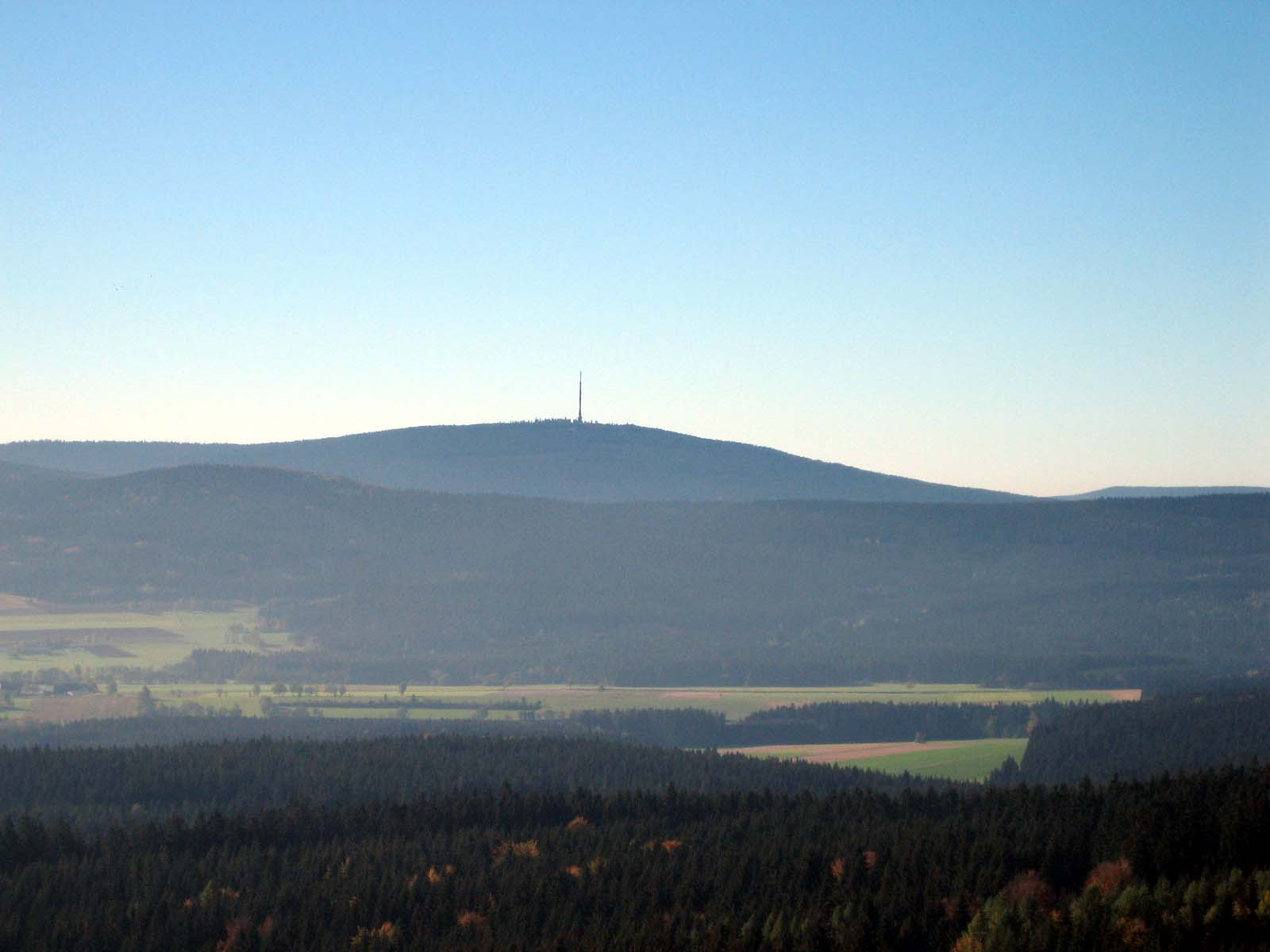
Ochsenkopf (1 024 m n.p.m.)

| Rok  | Liczba mieszk. |
| ---- | -------------- |
| 1970 | 2.903          |
| 1987 | 2.571          |
| 2000 | 2.512          |
| 2006 | 2.326          |